# Insula Maican
Insula Maican (în ucraineană Острів Майкан, transliterat: Ostriv Maikan) este un ostrov situat pe brațul Chilia al Dunării, care aparține în prezent statului ucrainean. Ea se află situată între orașul românesc Chilia și orașul ucrainean Vâlcov (în ucraineană Вилкове).

## Date geografice
Insula Maican are o suprafață de 0,25 km², cu o lungime de 1.500 de metri și o lățime de 600–800 m. Ea este nelocuită în prezent.

## Istoric
După ocuparea de către URSS a Basarabiei și Bucovinei de Nord la 28 iunie 1940, armata sovietică a ocupat și Ținutul Herța și ulterior și 6 insule de la sud de talvegul brațului Chilia. Pentru a delimita noua frontieră și a clarifica neînțelegerile, comisarul adjunct al Comisariatului Afacerilor Externe al Uniunii Sovietice, Vladimir Dekanozov, i-a transmis, la 17 august 1940, ambasadorului român la Moscova, Grigore Gafencu, că statul sovietic dorește întrunirea la Moscova a unei comisii mixte. Delegația română condusă de generalul Constantin Sănătescu a avut instrucțiuni de a negocia linia de frontieră așa cum era trasată aceasta pe harta anexă ce însoțise ultimatumul din 26 iunie 1940. 
Discuțiile româno-sovietice s-au purtat în perioada 6 septembrie - 24 octombrie 1940 și s-au dovedit a fi foarte dificile, deoarece partea sovietică contesta granița româno-rusă existentă între 1877 și 1918 la gurile Dunării, pe talvegul brațului Chilia. Conducătorul delegației sovietice, generalul Matvei Malanin a afirmat că România este stăpână pe două brațe ale Dunării: Sulina și Sfântul Gheorghe și poate să-și asigure complet navigația pe Dunăre pe brațul Sulina. Prin urmare, statul român nu ar trebui să aibă pretenții asupra brațului Chilia, care ar urma să revină URSS-ului. 
Nemulțumiți de faptul că delegația română refuza să accepte acest punct de vedere, în noaptea de 25/26 octombrie 1940, la ora 1, patru monitoare sovietice au debarcat trupe pe ostroavele Daleru Mare și Salangic. A avut loc o luptă scurtă, în urma căreia au murit 6 militari români, iar trupele române au fost silite să se retragă, fiind depășite numeric de sovietici. În cursul zilei de 26 octombrie, trupele sovietice au ocupat insulele Tătaru Mare, Daleru Mic și Maican, iar la 5 noiembrie au ocupat și Ostrovul Limba din golful Musura. Delegația sovietică a pus România în fața faptului împlinit, ocupând cu forța șase insule de pe brațul Chilia, totalizând un teritoriu de peste 23,75 km². Astfel, a fost ocupat și brațul Chilia, linia de frontieră fiind mutată unilateral pe brațul Musura. Ministerul de Externe al României a depus un protest la Moscova față de această ocupare, la care comisarul adjunct pentru afaceri străine al URSS, Andrei Vîșinski, și-a exprimat speranța că "România nu va stărui în protestul său, pe care guvernul sovietic nu-l poate accepta". El a declarat că aceste insule nu au nici o valoare pentru România, însă ele sunt extrem de importante pentru URSS.
După declanșarea războiului antisovietic, la 21 iulie 1941 unități militare române ale Diviziei 10 infanterie au trecut Dunărea, eliberând în scurt timp orașele Ismail, Chilia Nouă și Vâlcov, iar peste cinci zile întreg sudul Basarabiei împreună cu gurile Dunării erau eliberat de sub sovietici. După încheierea armistițiului cu URSS în anul 1944, grănicerii sovietici au reocupat fără lupte toate insulele situate la sud de șenalul navigabil principal al brațului Chilia.
La data de 4 februarie 1948, prim-ministrul Republicii Populare Române, dr. Petru Groza și ministrul de externe al URSS, Viaceslav Molotov, au semnat la Moscova "Protocolul referitor la precizarea parcursului liniei frontierei de stat între România și URSS", care invoca Tratatul de pace din 1947. Granița de la gurile Dunării era stabilită "de-a lungul fluviului Dunărea, de la Pardina la Marea Neagră, lăsând insulele Tătaru Mic, Daleru Mic și Mare, Maican și Limba de partea URSS, iar insulele Tătaru Mare, Cernovca și Babina - de partea României; Insula Șerpilor, situată în Marea Neagră, la răsărit de gurile Dunării, este încorporată URSS".
Conform prevederilor protocolului, o Comisie mixtă sovieto-română a primit sarcina delimitării pe teren a frontierei dintre cele două state în zona brațului Chilia și la Marea Neagră. Deși s-a mers pe talvegul brațului Chilia, în mai multe rânduri s-a luat ca frontieră nu talvegul, ci brațe laterale pe partea dreaptă. În schimb, ostroavele Tatomir (Tătarul mare) și Cernofca, și ele ocupate în 1944, sunt oficial recunoscute ca aparținând României, grănicerii sovietici retrăgându-se din ele. Astfel, insula Maican a fost trecut în componența RSS Ucrainene din cadrul URSS, granița trecând între acestă insulă și ostrovul Babina. 
Acest protocol nu a fost niciodată ratificat de către România. Cu toate acestea, la data de 25 noiembrie 1948, reprezentanții ministerelor de externe din cele două țări (Nikolai P. Șutov, prim-secretar la Ambasada U.R.S.S. din București și Eduard Mezincescu, ministru plenipotențiar) au semnat chiar la fața locului, la bordul unei șalupe sovietice, un proces-verbal prin care s-a stabilit frontiera româno-sovietică pe canalul Musura, aflat la vest de Ostrovul Limba și de Brațul Chilia.
Necunoascând aceste documente, păstrate mult timp secrete, căpitanul-comandor Constantin Copaciu (1910-1995), șeful Oficiului hidrografic și aerofotogrametric și membru al comisiei de delimitare a frontierelor, a căutat să demonstreze sovieticilor că Insula Șerpilor și alte 5 insule de pe Brațul Chilia, invocate de sovietici, erau pământ românesc. El a solicitat întreruperea lucrărilor pentru a cere lămuriri de la Guvernul României, ca și de la Comisia Internațională a Dunării. În ianuarie 1949, odată cu delimitarea apelor teritoriale de la mare, ofițerul român a refuzat să consulte harta întocmită de delegația sovietică pe care Insula Șerpilor apărea încorporată URSS. Căpitanul-comandor Constantin Copaciu a fost arestat la 5 martie 1949, fiind eliberat din închisoare abia în 1964. În august 1949 nave militare sovietice, au somat pe românii ce păzeau farul, i-au arestat și i-au debarcat în orașul Sulina.
Situația insulei Maican și a ostrovului Limba a rămas identică și în baza vechii documentații privind traseul frontierei, întocmită în anii 1970.
În decursul timpului, șenalul navigabil care se întindea între ostrovul româneasc Babin și ostrovul ucrainean Maican a fost blocat de aluviuni (mâl și nisip) și s-a decis ca o nouă rută pentru nave să fie construită pe canalul dintre insula Maican și malul ucrainean. Șenalul navigabil s-a schimbat, dar granița a rămas în același loc.
În anul 1991, ca urmare a destrămării URSS, insula Maican a devenit parte a Ucrainei.

## Diferendul de frontieră pentru insula Maican

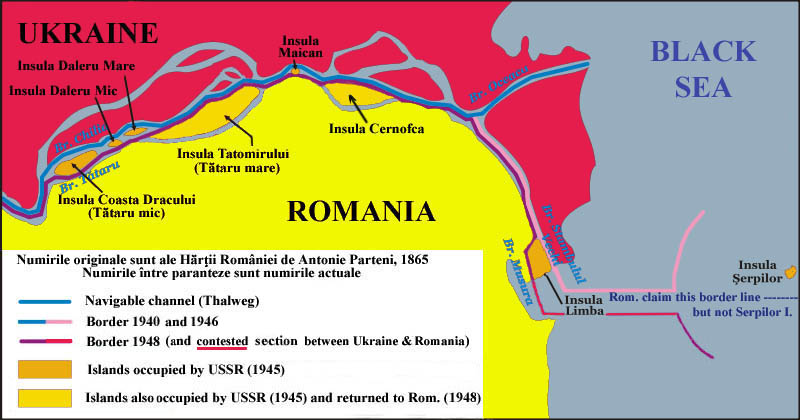
Insulele şi frontiera (violet) foste în litigiu între România şi Ucraina: ostrovul Maican este situat pe braţul Chilia

În baza Tratatului dintre România și Ucraina privind regimul frontierei de stat, colaborarea și asistența mutuală în problemele de frontieră, semnat la Cernăuți la 17 iunie 2003, a fost înființată o Comisie mixtă de frontieră româno-ucraineană, care are ca sarcină verificarea traseului frontierei comune și întocmirea unei documentații de frontieră, care o va înlocui pe cea datând din anii ‘70 ai secolului al XX-lea. Această comisie analizează și situația frontierei pe cursurile de apă. În conformitate cu principiile din Tratatul dintre România și Ucraina semnat în 2003, frontiera pe cursurile de apă dintre cele două țări este stabilită pe mijlocul șenalului navigabil principal (pe apele de frontieră navigabile) și respectiv mijlocul pânzei de apă (pe apele de frontieră nenavigabile).
După aprilie 2009, conform afirmațiilor vicepreședintelui Serviciului pentru frontiera de stat din Ucraina, Boris Tregubov, delegația română din componența Comisiei româno-ucrainene a făcut o primă tentativă de a trasa linia de graniță în zona insulei Maican pe brațul de nord, mai apropiat de țărmul ucrainean.
La 14 aprilie 2010, ministrul de externe al României, Teodor Baconschi, a afirmat că în interpretarea românească a acordului din 2003, Insula Maican ar trebui să revină României pentru că, în urma colmatării, șenalul navigabil - cel care determină traseul frontierei de stat - s-a mutat de la sud la nord de Insula Maican. El a precizat că această modificare de frontieră nu reprezintă o revendicare teritorială față de Ucraina, ci doar o chestiune tehnică la îndemâna experților. "Chestiunea este tratată pe baza textului din 2003 al acordului nostru cu Ucraina, de o comisie tehnică pentru stabilirea frontierei comune. Întrucât din '73 nu s-a mai făcut această actualizare, principiul că frontiera comună e pe mijlocul șenalelor navigabile și, respectiv, pe mijlocul pânzei de apă, în porțiunile non-navigabile ale frontierei, ar putea să modifice sau, mai exact, să reflecte modificările geomorfologice apărute din 1973 și până în 2010. Nu e vorba de nicio revendicare teritorială, nu avem niciun fel de motiv să ne agităm. Este o chestiune la îndemâna experților care fac parte din comisia mixtă româno-ucraineană pentru delimitarea frontierei comune. E vorba de studii geometrice și de respectarea situației de pe teren, în funcție de cele două principii de delimitare a frontierei comune înscrise în tratatul nostru cu Ucraina din 2003." 
Ministerul de Externe al Ucrainei a precizat că "partea ucraineană nu intenționează să schimbe linia de frontieră în respectiva zonă și toate chestiunile disputabile apărute din dorința părții române de a face schimbări relevante vor fi discutate de serviciile de frontieră, precum și în cadrul întâlnirii din 27 aprilie dintre viceministrul ucrainean de externe, Konstantin Eliseev, și secretarul de stat din Ministerul Afacerilor Externe din România, Bogdan Mazuru".
Presa ucraineană și câțiva deputați ucraineni (Ghenadi Zadârko) au lansat o campanie de presă, susținând că România ar avea pretenții teritoriale față de Ucraina. Deputatul Zadârko a declarat cotidianului Segodnia că "Ucraina ar putea pierde din nou o parte din teritoriul său. Încet, fără a ne declara război, vecinul nostru, România, ne mai ia câte o bucată de pământ. În urmă cu un an a câștigat, în urma procesului de la Curtea Internațională de Justiție de la Haga, 9700 kilometri pătrați din platoul continental al Mării Negre, lângă Insula Șerpilor, unde se află rezerve semnificative de petrol și gaze. Acum încearcă din nou. (...) România pretinde insistent această insulă și încă un lanț de alte insule, dorindu-le pentru ea. (...) Ideea este că Maican nu este cea mai mare insulă, are o suprafață de doar câteva de mii de metri pătrați, sunt insule mult mai mari, însă acesta este un precedent foarte periculos. Pentru că dacă se va înnămoli și șenalul din aval, între insulele Babin și Ermakov, și acesta va trebui de cedat românilor".
Pe lângă aspectul teritorial, s-a invocat și un aspect economic. La nord de insula Maican, ucrainenii au construit în anul 2005 un canal navigabil mai larg și mai adânc pe brațul Bâstroe, care este exploatat exclusiv de Ucraina. În cazul mutării graniței pe acest canal, coridorul de transport maritim va deveni comun și Ucraina va trebui să împarte banii cu România.